# Jeunesse militante
 (février 2024).
Rebel Youth (en français : « Jeunesse militante ») est la revue bilingue de la Ligue de la jeunesse communiste du Canada (JCL), publiée à partir de la fin des années 1980 et relancée en 2005. Cette revue cherche à « [offrir] des perspectives socialistes pancanadiennes hebdomadaires sur le mouvement des jeunes et des étudiants partout au Canada et à l'échelle internationale ».

## Histoire
La première publication de la LJC et prédécesseur de Rebel Youth était The Young Worker (en français : « Le jeune travailleur »), fondée en 1923. Cette revue se spécialise dans les questions touchant les jeunes et fonctionne malgré le fait que le gouvernement du Canada l'ait déclarée illégale en vertu de la Loi sur les mesures de guerre. À partir de la fin des années 1920, The Young Worker publie également une revue complémentaire destinée aux enfants, qui atteint un tirage de plus de 4 000 exemplaires. Leslie Morris, journaliste et secrétaire général du Parti communiste du Canada, est parmi les premiers contributeurs de cette revue. Dès 1932, The Young Worker devient une publication bimensuelle sous la direction de Stanley Ryerson.
En raison de l'interdiction de la revue et de la Ligue de la jeunesse communiste du Canada, les bureaux de la LJC sont perquisitionnés par la Gendarmerie royale du Canada, les distributeurs emprisonnés ou harcelés et des numéros de la revue sont saisis. De nombreuses bibliothèques et archives universitaires, telles que la Bibliothèque de livres rares Thomas Fisher de l'Université de Toronto, possèdent des archives sur microfilms de la revue The Young Worker compilées par la division du renseignement du ministère du Travail de l'Ontario.
Dans les années 1930, une nouvelle revue, Advance, est lancée par John Boyd, qui en est le rédacteur en chef, afin de remplacer The Young Worker. Cette revue appelait à une stratégie de front uni avec d'autres groupes de gauche, en réponse à la croissance du fascisme et à une crise économique croissante. Advance est ensuite relancée sous le nom de New Advance, puis, au début des années 1940 sous le nom de Challenge, qui sera publiée jusqu'aux années 1950 avec pour mission d'en élargir l'audience. Au début des années 1960, la revue, désormais appelée Scan, est à nouveau relancée sous la direction d'une nouvelle équipe éditoriale.
Scan devient rapidement une publication grand format et reprend le nom de The Young Worker en 1968. En raison du manque de popularité du nouveau grand format de cette publication, ce dernier est ramené au format original de la revue et rebaptisé New Horizons (plus tard, simplement Horizons) dans les années 1970, le nom provenant d'un discours de Tim Buck, alors secrétaire général du Parti communiste du Canada. Ce n'est qu'en 1983 que la revue adopte son titre actuel, Rebel Youth, qui n'est que la traduction anglaise du titre du journal de la jeunesse cubaine, Juventud Rebelde. Ce nom est adopté après que le titre précédent de la publication, New Horizons, ait dû être abandonné en raison d'une plainte du gouvernement fédéral canadien qui, à l'époque, gérait un programme de logement portant le même nom[réf. nécessaire].
Lorsque la LJC est liquidée dans les années 1990, en réponse à un désaccord croissant au sein de la ligue concernant l’avenir du mouvement socialiste, Rebel Youth cesse de paraitre. Cette revue est relancée en 2004 à la suite de la réorganisation de la LJC, adoptant une impression couleur en 2012 et visant à paraitre au moins deux fois par an.
Bien qu'elle soit désormais imprimée dans un format bilingue, la Ligue de la jeunesse communiste maintenait auparavant un site Web distinct pour ses articles en français, en complément du site Web en anglais de Rebel Youth. En 2020, les sites Rebel Youth et Jeunesse militante sont relancés ensemble dans un format bilingue et la revue est repensée avec un nouveau logo.